# Le Dernier Pape et la Prophétie de Pierre
Le Dernier Pape et la Prophétie de Pierre est un roman d’Édouard Brasey, un thriller à la fois contemporain et historique d’inspiration ésotérico-religieuse. Il a été publié sous deux titres, Le Dernier Pape puis  La Prophétie de Pierre, avant son édition définitive en 2014.

## Écriture et publication
Édouard Brasey publie d'abord cet ouvrage en mars 2012 en format numérique sur Amazon, sous le titre La Prophétie de Pierre. Le roman se classe en quinze jours à la seconde place des meilleures ventes de thrillers, avec 600 ebooks vendus, et génère 3 000 téléchargements en trois mois,.
Le roman est ensuite publié aux Éditions Télémaque en janvier 2013, anticipant de quelques semaines la renonciation du pape Benoît XVI. Cela entraîne l'apparition de nombreux articles de presse. En juillet 2014, Édouard Brasey publie une refonte de son roman en format numérique sous le titre définitif de Le Dernier Pape et la Prophétie de Pierre, pour y intégrer les derniers rebondissements de l'actualité concernant le Vatican, notamment l'élection du pape François. Le livre est toujours régulièrement classé dans les meilleures ventes en format numérique sur les plateformes Amazon.com et Amazon.fr,. Toutes les éditions sont illustrées par Christel Michiels.
- La Prophétie de Pierre, Amazon, 2012  (ISBN 979-1091386005)
- Le Dernier pape, Télémaque, 2013  (ISBN 978-2753301665)
- Le Dernier pape, France Loisirs, 2013  (ISBN 978-2-298-07780-3)[5]
- Le Dernier pape et la Prophétie de Pierre, Indépendant, 2014  (ISBN 979-1091386012)

## Synopsis
Le pape se meurt. Alors que les prétendants à sa succession intriguent dans les couloirs du Vatican, des meurtres rituels particulièrement sanglants profanent des lieux de culte, hommage atroce au martyre de saint Pierre. Il y a 2000 ans, l'apôtre lança sur Rome, lieu de son supplice, une malédiction qui semble prête à s'accomplir. Cette menace cosmique est sur le point d'anéantir le siège de la chrétienté.

## Thèmes et sources d'inspiration
Ce thriller ésotérique s'inspire notamment de la prophétie de Malachie et de la prophétie du troisième Secret de Fátima. Il tente de fournir des clés pour décrypter les arcanes et les scandales qui ont traversé le Saint-Siège depuis les origines de la papauté jusqu'à nos jours : scandales financiers, loges secrètes, décès mystérieux de Jean-Paul Ier, intrigues chez les gardes suisses, financement de programmes d'observation astronomique du cosmos...

## Réception critique
Franck Ferrand d'Europe 1 voit ce roman comme « inscrit tout à fait dans la lignée d’Anges et démons de Dan Brown, ou de Credo de Jean-François Prévost ». Selon les journalistes du Figaro, « ce roman présente d'étranges coïncidences avec l'actualité du Vatican », et Édouard Brasey [...] « a même devancé la réalité [...] prophétisant la plupart des remous que le Vatican vient de vivre, des révélations du Vatileaks jusqu'aux chamboulements induits par la démission de Benoît XVI » .  Israel Hayom écrit que « le Pape présenté dans l'ouvrage se retrouve lui-même au cœur de nombreux scandales », et Corine Pirozzi, pour Le Huffington Post, que « Édouard Brasey nous entraîne dans une aventure parfaitement captivante, fascinante aux accents occultes et donne ainsi naissance à un thriller ésotérique de haute volée » . Le Point affirme que l'auteur « le prolixe Brasey […] fait montre de toute sa générosité », et France Info que l'ouvrage est « documenté et palpitant » . Franck Ferrand y salue les scènes d’action et les nombreuses références, les « décors Renaissance de Saint-Pierre et du Vatican » alternant avec « l'ultra-modernité », ajoutant que l'ensemble est d'inspiration « conspirationniste », mais que « c’est le propre de tous ces grands romans. On est là dans une théorie du complot au carré » . Pour France Info, Philippe Vallet parle d'« un roman documenté et palpitant. ».